# Sikwane
Sikwane est une ville du Botswana.